# Haberlea rhodopensis
Haberlea rhodopensis är en tvåhjärtbladig växtart som beskrevs av Imre Frivaldszky. Haberlea rhodopensis ingår i släktet Haberlea och familjen Gesneriaceae. Inga underarter finns listade i Catalogue of Life.

## Bildgalleri

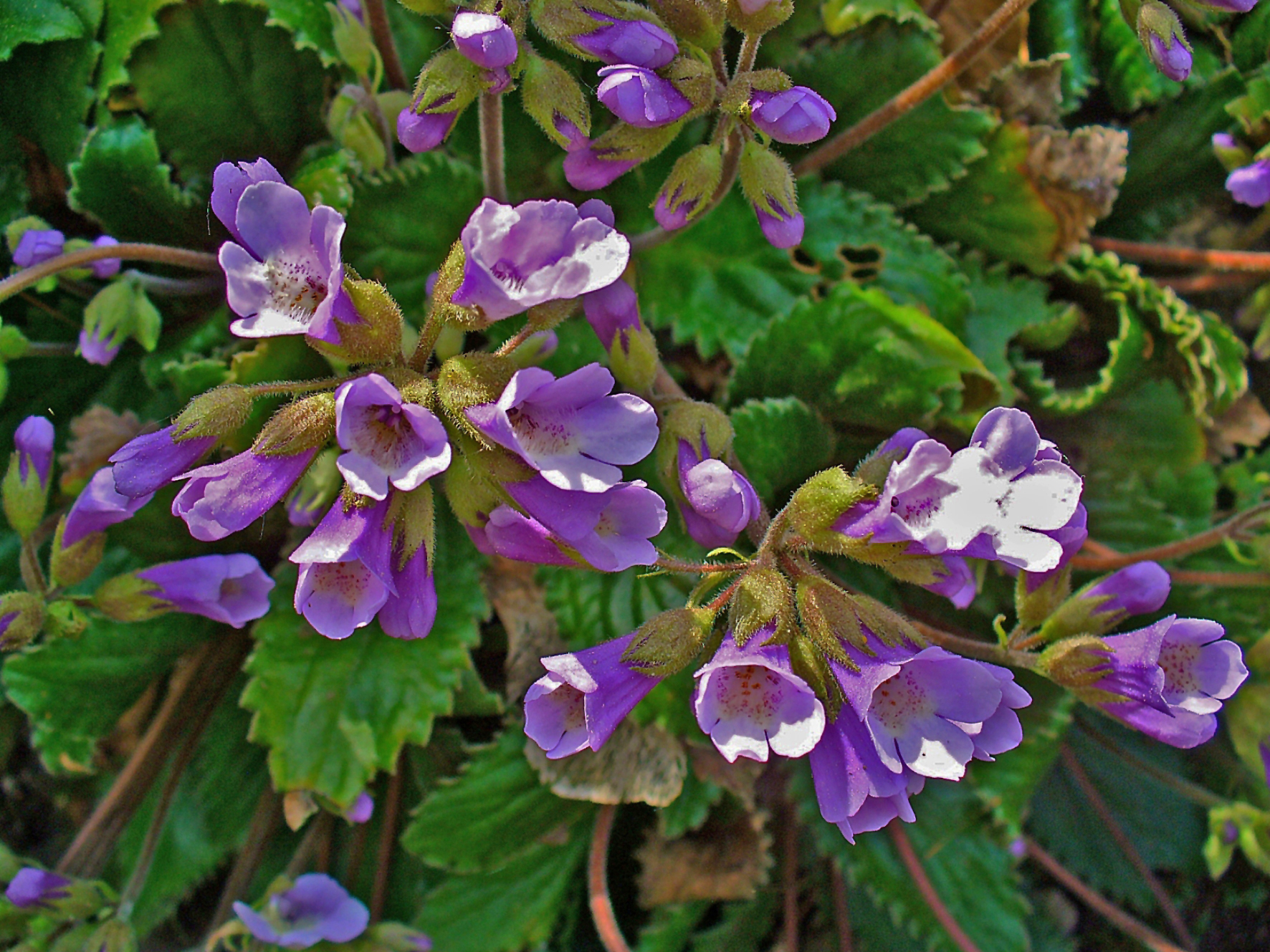
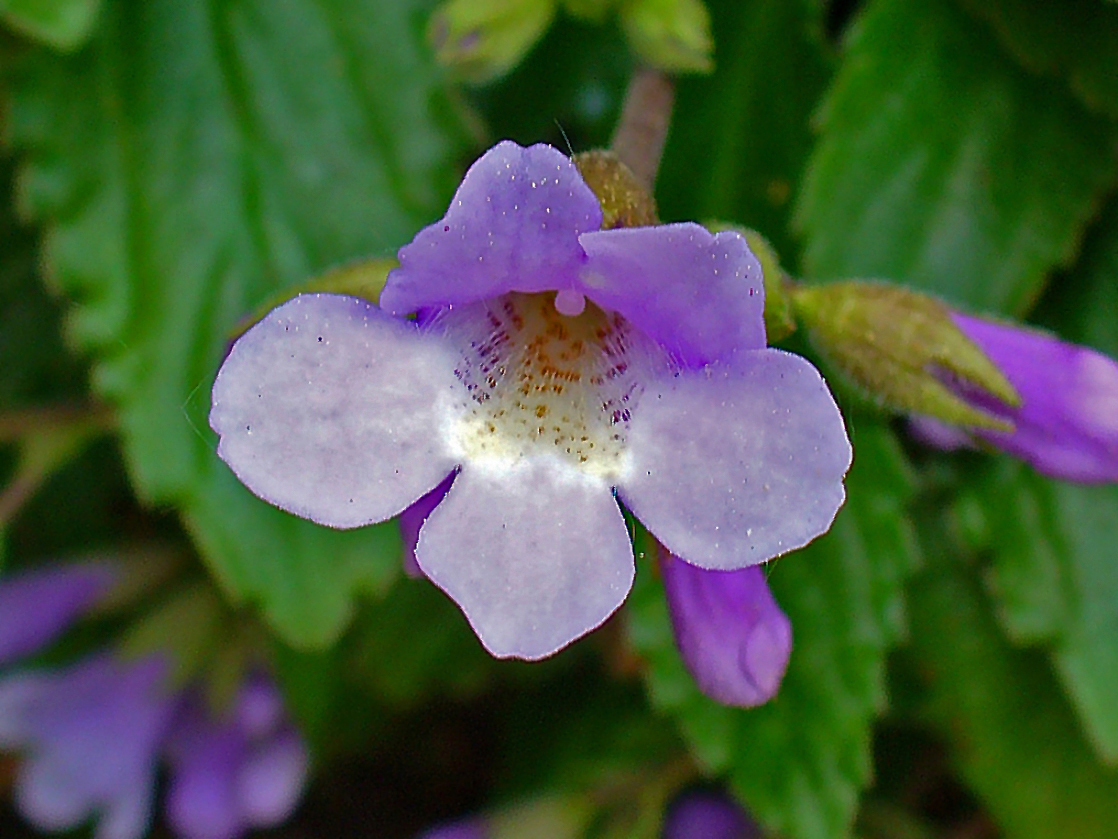
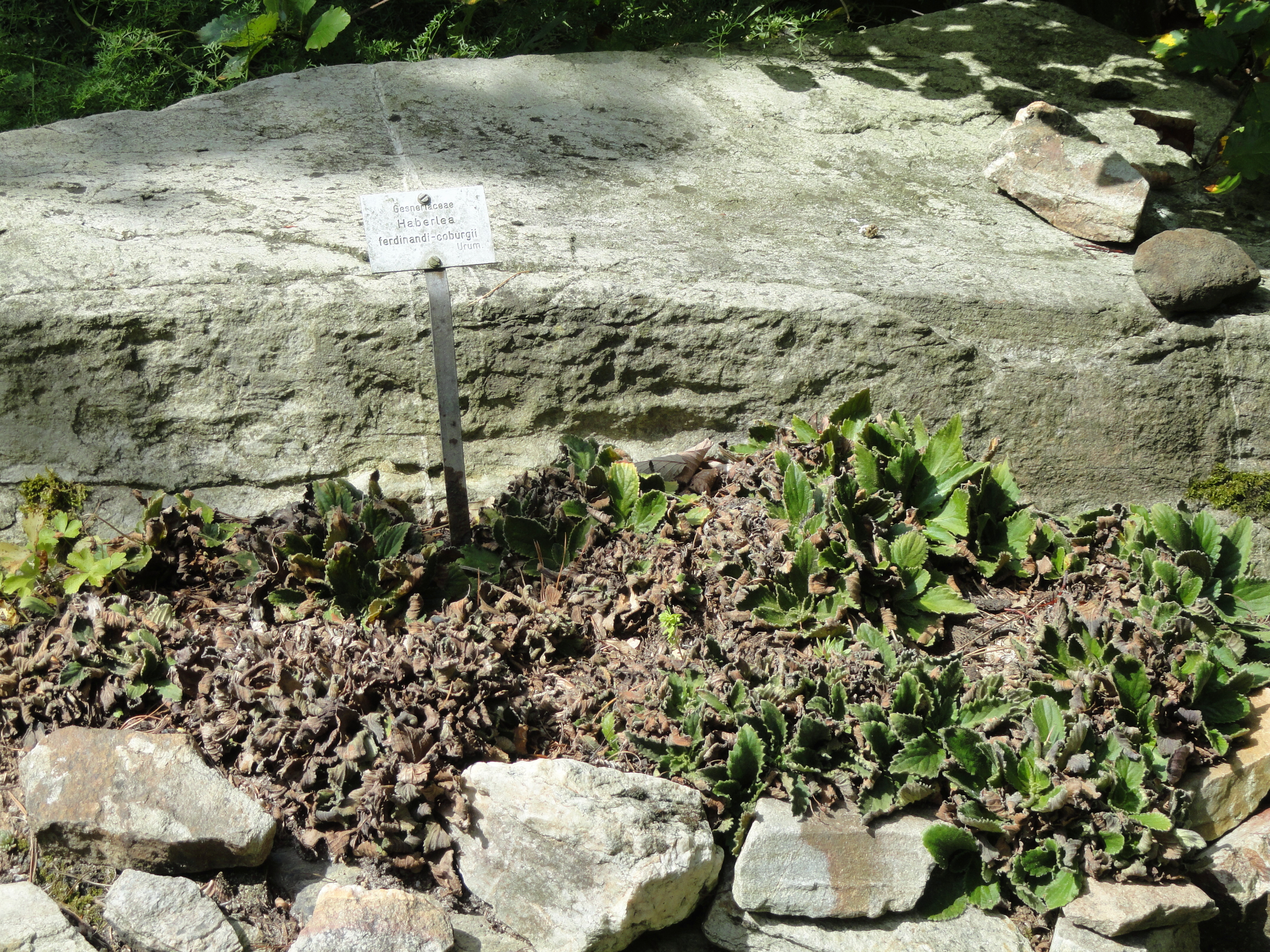
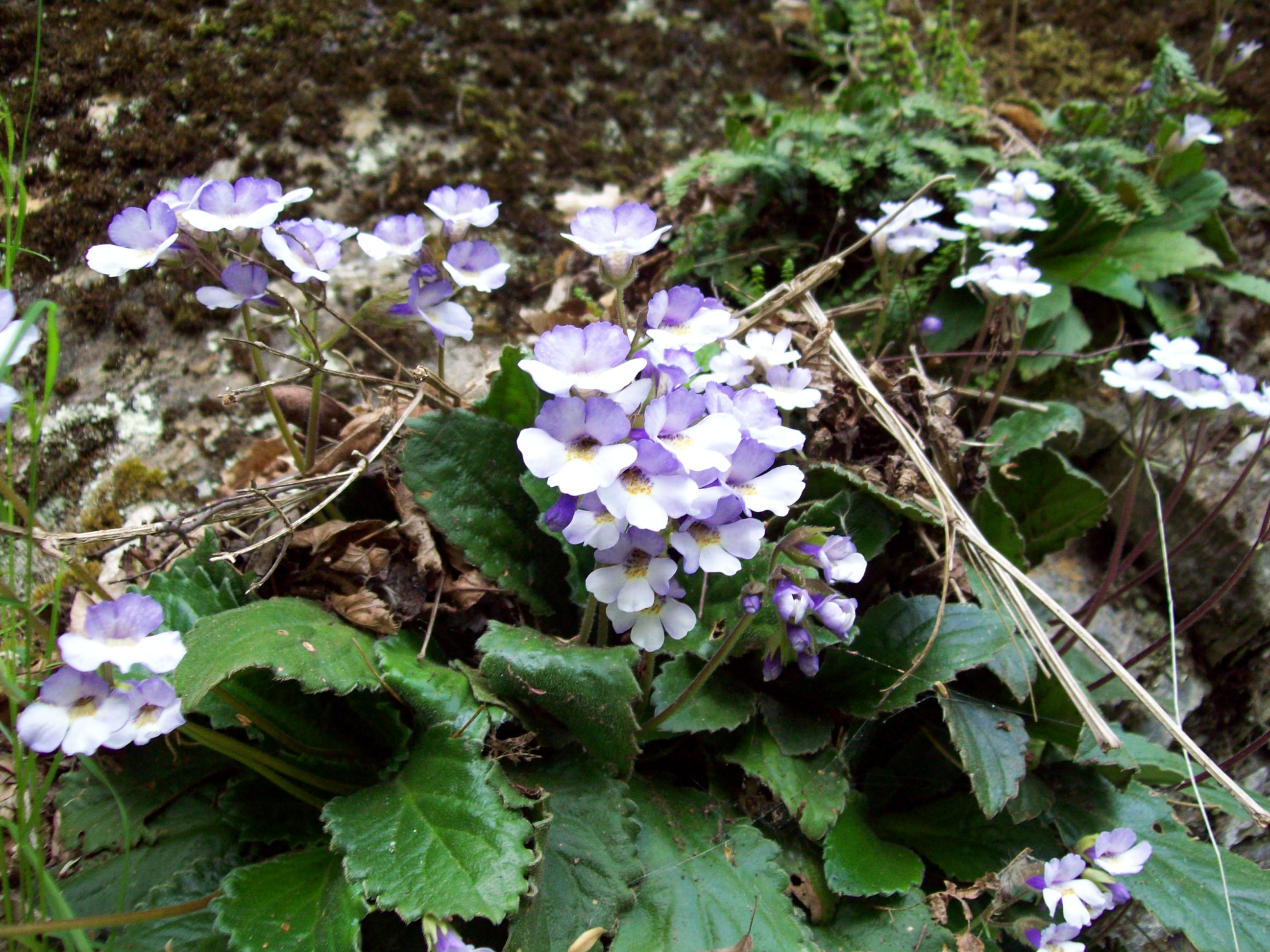